# Melanodera melanodera
El yal cejiblanco o yal austral (Melanodera melanodera) es una especie de ave paseriforme de la familia Thraupidae (anteriormente situada en Emberizidae), una de las dos pertenecientes al género Melanodera. Es nativo del extremo sur de América del Sur y de las islas Malvinas.

## Distribución y hábitat
Es común en las islas Malvinas donde se reproduce hasta a unos 150 metros sobre el nivel del mar, pero es más frecuente en las zonas costeras. En el continente sudamericano está escasamente distribuido hasta 580 m en la región de Magallanes en Chile y provincia de Santa Cruz en Argentina. Su área de distribución se extiende hacia el sur desde aproximadamente 47° S hasta el norte de Tierra del Fuego. Por lo general se encuentran en las zonas planas de pastizales, páramos, tierras de cultivo o dunas.
La población de las islas Malvinas es de aproximadamente 7000 a 14 000 individuos maduros y la especie no se considera amenazada. Sin embargo, se cree que la disminución en el continente es a causa de sobrepastoreo.

## Descripción
Mide 14 a 15 cm de longitud. El macho es de color gris-verdoso por encima y por debajo amarillo con la cabeza y la parte superior del pecho gris. Tiene el cuello negro y una máscara  bordeada de blanco. Hay grandes manchas amarillas en las alas y la cola. Las hembras son de color marrón con rayas oscuras. Tienen franjas amarillas en las plumas de la cola y las alas. Las aves en el continente son más pequeñas que las de las Malvinas.

## Sistemática

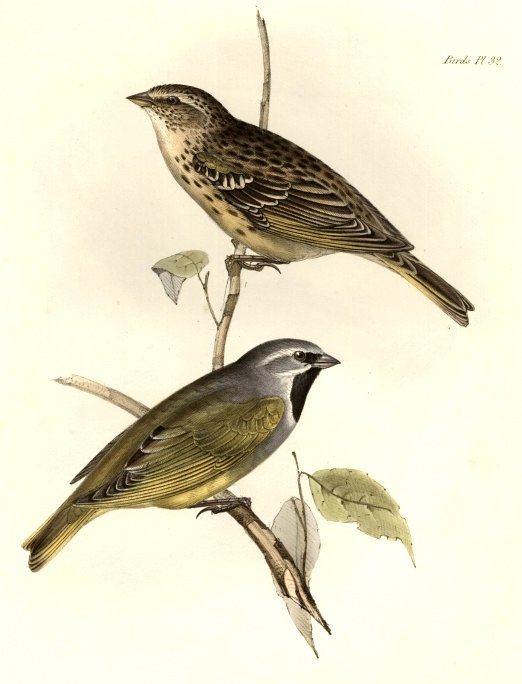
Chlorospiza melanodera = Melanodera melanodera, hembra (arriba) y macho (abajo), ilustración de Gould en The zoology of the voyage of H.M.S. Beagle, 1839.

### Descripción original
La especie M. melanodera fue descrita por primera vez por los zoólogos franceses Jean René Constant Quoy y Joseph Paul Gaimard en 1824 bajo el nombre científico Emberiza melanodera; su localidad tipo es: «islas Malvinas».

### Etimología
El nombre genérico femenino Melanodera tiene origen en el nombre específico melanodera que se compone de las palabras del griego «melas»: negro, y «dera» pescuezo.

### Taxonomía
Los amplios estudios filogenéticos recientes demostraron que la presente especie es hermana de Melanodera xanthogramma, y el par formado por ambas es pariente próximo de Rowettia goughensis.

### Subespecies
Según las clasificaciones del Congreso Ornitológico Internacional (IOC) y Clements Checklist/eBird v.2019 se reconocen dos subespecies, con su correspondiente distribución geográfica:
- Melanodera melanodera melanodera (Quoy & Gaimard), 1824 – islas Malvinas.
- Melanodera melanodera princetoniana (Scott), 1900 – provincia de Santa Cruz y extremo sur de Chile y Argentina (Tierra del Fuego).